# Championnats d'Europe de gymnastique artistique féminine 1979
Navigation
Édition précédente Édition suivante
Le 12e championnat d'Europe de gymnastique artistique féminine s'est déroulé à Copenhague en 1979.

## Résultats

### Concours général individuel
| Rang               | Gymnaste                    | Total |
| ------------------ | --------------------------- | ----- |
| Médaille d'or      | Nadia Comăneci (ROU)        |       |
| Médaille d'argent  | Emilia Eberle (ROU)         |       |
| Médaille de bronze | Natalia Chapochnikova (URS) |       |

### Finales par engins

#### Saut
| Rang               | Gymnaste                    | Total |
| ------------------ | --------------------------- | ----- |
| Médaille d'or      | Nadia Comăneci (ROU)        |       |
| Médaille d'argent  | Maxi Gnauck (GDR)           |       |
| Médaille de bronze | Natalia Chapochnikova (URS) |       |

#### Barres asymétriques
| Rang               | Gymnaste             | Total |
| ------------------ | -------------------- | ----- |
| Médaille d'or      | Yelena Mukhina (URS) |       |
| Médaille d'argent  | Emilia Eberle (ROU)  |       |
| Médaille de bronze | Maxi Gnauck (GDR)    |       |

#### Poutre
| Rang               | Gymnaste                    | Total |
| ------------------ | --------------------------- | ----- |
| Médaille d'or      | Natalia Chapochnikova (URS) |       |
| Médaille d'argent  | Emilia Eberle (ROU)         |       |
| Médaille de bronze | Nadia Comăneci (ROU)        |       |

#### Sol
| Rang              | Gymnaste                    | Total |
| ----------------- | --------------------------- | ----- |
| Médaille d'or     | Nadia Comăneci (ROU)        |       |
| Médaille d'argent | Yelena Mukhina (URS)        |       |
| Médaille d'argent | Natalia Chapochnikova (URS) |       |

## Tableau des médailles
| 1 | {{country data {{{1}}} | Pays/callback | name = | variant= | size= }} | ? | ? | ? | ? |
| 2 | {{country data {{{1}}} | Pays/callback | name = | variant= | size= }} | ? | ? | ? | ? |
| 3 | {{country data {{{1}}} | Pays/callback | name = | variant= | size= }} | ? | ? | ? | ? |
| 4 | {{country data {{{1}}} | Pays/callback | name = | variant= | size= }} | ? | ? | ? | ? |
| 5 | {{country data {{{1}}} | Pays/callback | name = | variant= | size= }} | ? | ? | ? | ? |
| 6 | {{country data {{{1}}} | Pays/callback | name = | variant= | size= }} | ? | ? | ? | ? |
| 7 | {{country data {{{1}}} | Pays/callback | name = | variant= | size= }} | ? | ? | ? | ? |
| 8 | {{country data {{{1}}} | Pays/callback | name = | variant= | size= }} | ? | ? | ? | ? |